# Houston (Alaska)
Houston és una població dels Estats Units a l'estat d'Alaska. Segons el cens del 2000 tenia 1.202 habitants.

## Demografia
Segons el cens del 2000, Houston tenia 1.202 habitants, 445 habitatges, i 292 famílies La densitat de població era de 20,7 habitants/km².
Dels 445 habitatges en un 37,1% hi vivien nens de menys de 18 anys, en un 46,1% hi vivien parelles casades, en un 11,5% dones solteres, i en un 34,2% no eren unitats familiars. En el 26,1% dels habitatges hi vivien persones soles el 4,3% de les quals corresponia a persones de 65 anys o més que vivien soles. El nombre mitjà de persones vivint en cada habitatge era de 2,7 i el nombre mitjà de persones que vivien en cada família era de 3,26.
Per edats la població es repartia de la següent manera: un 30,7% tenia menys de 18 anys, un 9,4% entre 18 i 24, un 31,2% entre 25 i 44, un 22,5% de 45 a 60 i un 6,2% 65 anys o més.
L'edat mediana era de 34 anys. Per cada 100 dones hi havia 113,1 homes. Per cada 100 dones de 18 o més anys hi havia 115,2 homes.
La renda mediana per habitatge era de 39.615 $ i la renda mediana per família de 46.818 $. Els homes tenien una renda mediana de 45.000 $ mentre que les dones 30.625 $. La renda per capita de la població era de 17.213 $. Aproximadament el 13,1% de les famílies i el 17,1% de la població estaven per davall del llindar de pobresa.

## Poblacions més properes
El següent diagrama mostra les poblacions més properes.